# Třída Ruggiero di Lauria
Třída Ruggiero di Lauria byla třída věžových bitevních lodí Italského královského námořnictva. Celkem byly postaveny tři jednotky této třídy. Ve službě byly v letech 1888–1918. Jedna se v pomocné roli účastnila ještě první světové války.

## Stavba
Plavidla třídy Ruggiero di Lauria představovala odklon od velkých bitevních lodí třídy Italia, který prosadil viceadmirál Fernando Acton. Plavidla navrhl italský konstruktér Giuseppe Micheli jako vylepšenou verzi bitevních lodí třídy Caio Duilio. Oproti této třídě bylo mimo jiné zdokonaleno nabíjení děl a pancéřování, přesto byla plavidla v době zařazení do služby koncepčně zastaralá. Tři jednotky této třídy byly objednány v rámci programu pro rok 1880. V letech 1881–1891 plavidla postavily italské loděnice Castellamare di Stabia, Arsenale di Venezia a Arsenale di La Spezia.
Jednotky třídy Ruggiero di Lauria:
| Jméno              | Loděnice               | Založení kýlu    | Spuštěna           | Vstup do služby | Poznámka |
| ------------------ | ---------------------- | ---------------- | ------------------ | --------------- | --- |
| Ruggiero di Lauria | Castellamare di Stabia | 3. srpna 1881    | 9. srpna 1884      | 1. února 1888   | Vyřazena 1909. Hulk byl do roku 1943 využíván jako plovoucí cisterna v La Spezia. Za druhé světové války byla potopena při náletu a později sešrotována. |
| Francesco Morosini | Arsenale di Venezia    | 4. prosince 1881 | 30. července 1885  | 21. srpna 1889  | Vyřazena 1909. Potopena jako cvičný cíl. |
| Andrea Doria       | Arsenale di La Spezia  | 7. ledna 1882    | 21. listopadu 1885 | 16. května 1891 | Vyřazena 1911. V letech 1915–1918 reaktivována jako plovoucí dělová baterie GR104 se základnou v Brindisi. Následně do roku 1929 plovoucí cisterna.      |

## Konstrukce

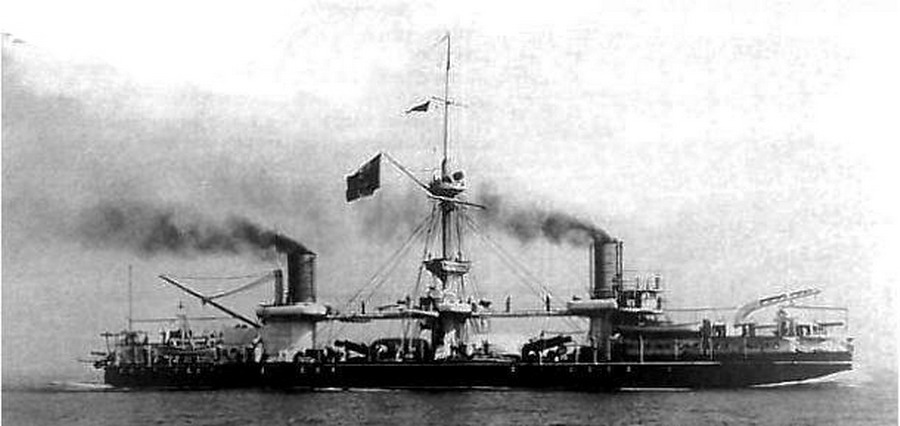
Andrea Doria

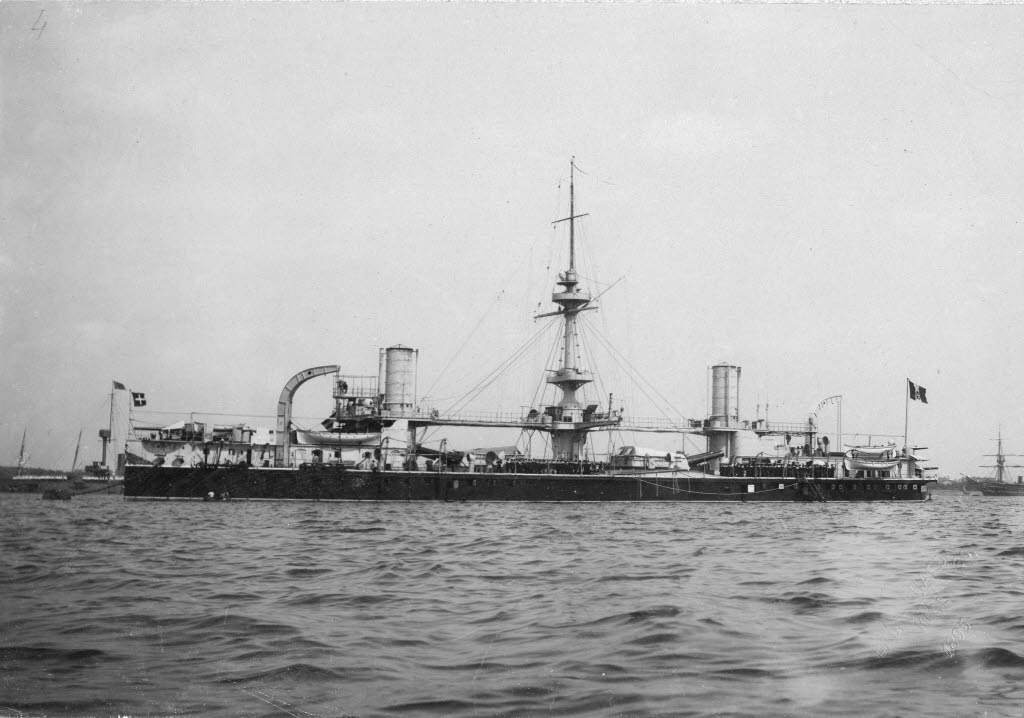
Ruggiero di Lauria

Hlavní výzbroj představovaly čtyři 432mm kanóny umístěné ve dvoudělových věžích rozmístěných šachovnicovitě ve středu trupu. Doplňovaly je dva 152 kanóny, čtyři 120mm kanóny a dva 350mm torpédomety. Pohonný systém tvořilo osm kotlů a dva parní stroje o výkonu 10 594 hp (Ruggiero di Lauria), které poháněly dva lodní šrouby. Nejvyšší rychlost dosahovala 17 uzlů. Dosah byl 2800 námořních mil při rychlosti 10 uzlů.

### Modifikace
Roku 1900 byla výzbroj posílena o dva 75mm kanóny, deset 57mm kanónů, sedmnáct 37mm kanónů a dva kulomety.